# Mario Jurčević
Mario Jurčević (sinh 1 tháng 6 năm 1995) là một tiền vệ bóng đá Slovenia thi đấu cho Osijek.